# Адольфас Шляжявичюс
Адольфас Шляжявичюс (лит. Adolfas Šleževičius; 2 лютого 1948 — 6 грудня 2022) — литовський державний і політичний діяч, прем'єр-міністр Литви у 1993—1996 роках.

## Життєпис
Адольфас Шляжявичюс народився 2 лютого 1948 року в Мірчішкєє, на території окупованої Радянським Союзом Литви. 1965 року закінчив середню школу в Шяуляї. Від 1965 до 1967 року навчався на шауляйському вечірньому факультеті Каунаського політехнічного інституту. У 1967—1971 роках був студентом механічного факультету Каунаського політехнічного інституту. Після здобуття диплому інженера-механіка Шляжявичюс до 1972 року працював викладачем у Каунаському технікумі харчової промисловості.
Від 1972 до 1977 року працював на посаді старшого інженера-конструктора, а згодом головного механіка та головного інженера, Каунаського молочного заводу. У 1977—1981 роках був заступником міністра м'ясної та молочної промисловості Литовської РСР. У 1980—1982 роках — аспірант Союзного Інституту економіки та фінансів, де 1982 написав і захистив докторську дисертацію.
У 1981—1983 роках Адольфас Шляжявичюс був слухачем Народної академії при Раді Міністрів СРСР. Від 1983 до 1989 року обіймав посаду заступника начальника управління агропромислового комплексу в КПЛ. Після відділення Комуністичної партії Литви від КПРС та зміни назви став членом Демократичної Партії Праці Литви (ДППЛ).
10 березня 1993 року, відразу після виборів президента у лютому, на яких перемогу здобув Альгірдас Бразаускас, Шляжявичюса було призначено прем'єр-міністром Литви. У той час щомісячна інфляція у країні становила 10-30 %, попри виведення 1991 року з обігу карбованця та впровадження талонів. Однак після обіцянок прем'єра підвищити заробітну платню держслужбовцям зростання інфляції вповільнилось. При цьому Шляжявичюс підтримав більш жорстку кредитно-грошову політику Банку Литви. Такі дії призвели до зменшення місячної інфляції з 25 % до 13 % у травні, 6 % у червні, 3 % у липні 1993 року. З огляду на стабілізацію спеціальна комісія у складі Шляжявичюса, Бразаускаса та голови Банку Литви Вісокавічюса анонсувала повернення в обіг національної валюти литовського лита, що почалось 25 червня 1993 року. У жовтні 1993 Адольфас Шляжявичюс повідомив, що курс лита буде фіксованим, тобто, буде прив'язаним до долара США з фіксованим відношенням 3,9 литів за долар.
8 лютого 1996 року Шляжявичюс був змушений подати у відставку після того, як Сейм висловив йому недовіру через звинувачення у корупції. Він зняв усі свої активи з двох банків в останню хвилину перед їхнім банкрутством. Йому висунули звинувачення в корупції та підробці документів, але за чотири роки розслідування справу було закрито, вона так і не потрапила до суду.
Після завершення політичної кар'єри колишній міністр займався бізнес-консалтингом, торгівлею технологіями, працював кілька років у Росії. Керівник міжнародної комерційної компанії TVRG.